# Setge de Bergen op Zoom
Setge de Bergen op Zoom de 1622 fou un dels combats de la Guerra dels Vuitanta Anys.

## Antecedents
Després de la treva, Maurici d'Orange va concentrar les seves tropes a Emmerich am Rhein i Rees, mentre Ambrosi Spinola es va concentrar en els territoris alemanys, on ja ocupava Aquisgrà i Wesel, i el febrer de 1622 va capturar Jülich quan Maurici no va poder socórrer la ciutat.

## El setge
El 18 de juliol de 1622 un exèrcit de 20.600 soldats a les ordres d'Ambrosi Spinola iniciava el setge de l'estratègica ciutat marítima de Bergen op Zoom que obria les portes a les terres del Ducat de Brabant; però el terreny pantanós circumdant i el fet que els hispans no van poder tallar el canal marítim que unia la vil·la amb les illes de Zelanda facilitaren la resistència de la ciutat, que va rebre de manera constant reforços per terra i mar. Spínola va donar l'ordre de retirada el 3 d'octubre.